# La Calobra

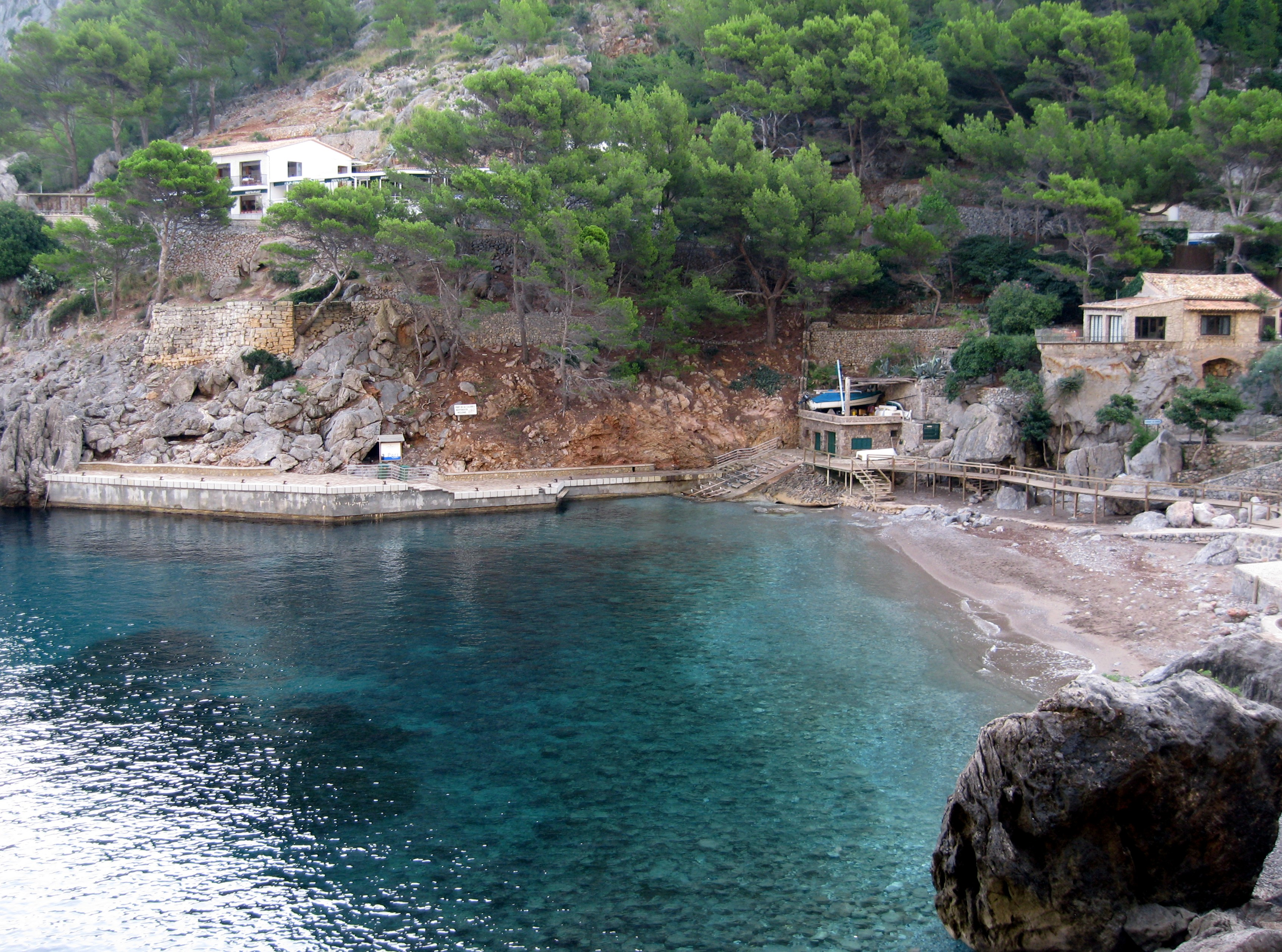
La cala di Sa Calobra

La Calobra (o Sa Calobra) è una cala del comune di Escorca, nell'isola di Maiorca. Si trova in piena sierra de Tramontana ed è un centro turistico che prende il nome da un piccolo borgo nelle vicinanze.
La cala consiste nella foce del torrente de Pareis, formata da ciottoli e che costituisce uno dei pochi accessi al mare della Sierra de Tramontana. Nel 2003, a causa dell'interesse rappresentato dalla sua fauna e flora, costituite da ben 300 specie, fu dichiarato "Monumento naturale" dal governo della comunità autonoma delle Isole Baleari.

## Descrizione
Nel corso di millenni l'acqua del torrente de Pareis è andata scavando il letto del suo corso fino a raggiungere il mare. In questo punto il dislivello è così alto che lo sfocio del torrente e la cala di Sa Calobra sono circondate da grandi falesie che superano i 200 metri di altezza s.l.m., fatto che ne fa un auditorium naturale e una volta l'anno, in estate, vi si tiene un concerto noto come il "Concerto di Sa Calobra".
Nel 1901, il pittore Joaquín Mir i Trinxet risiedette a Maiorca con Santiago Rusiñol e s'installó a Sa Calobra.

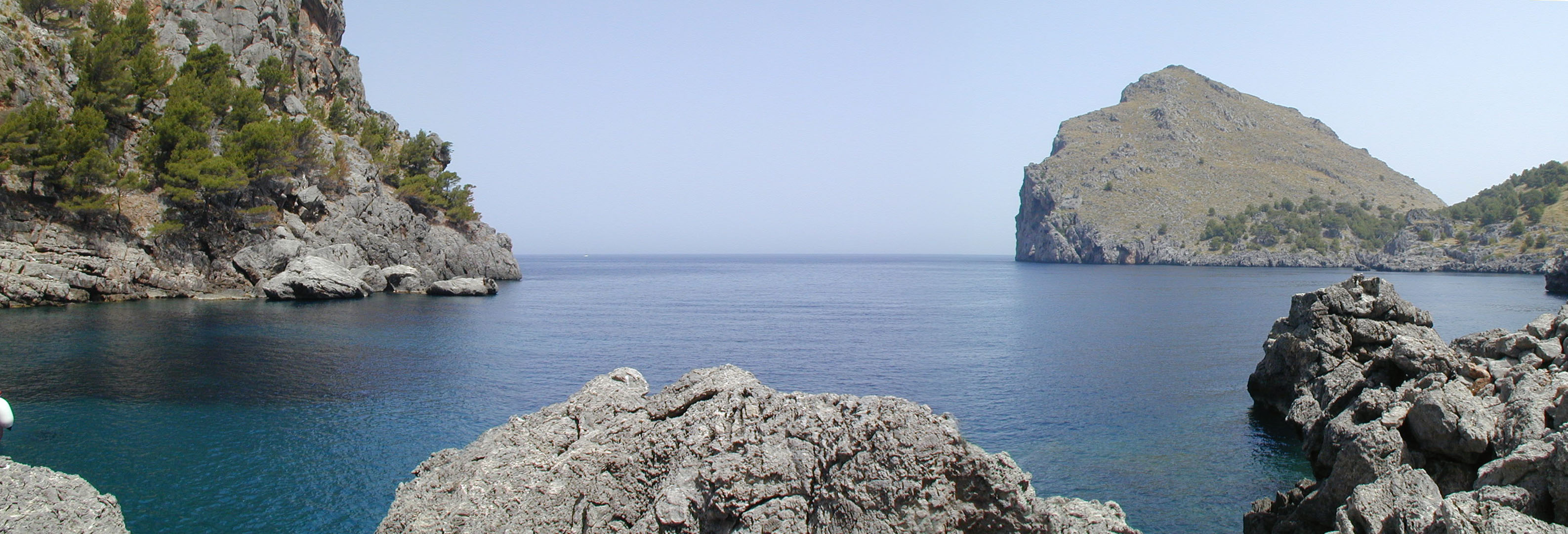
Vista dalla spiaggia.

## Cala di Sa Calobra
L'incanto della cala non è dovuto solamente alla sua bellezza geografica. La difficoltà di raggiungerla si è rivelata un altro incentivo che ha trasformato questa stretta spiaggia nella preferita da migliaia di maiorchini e visitatori dell'isola.

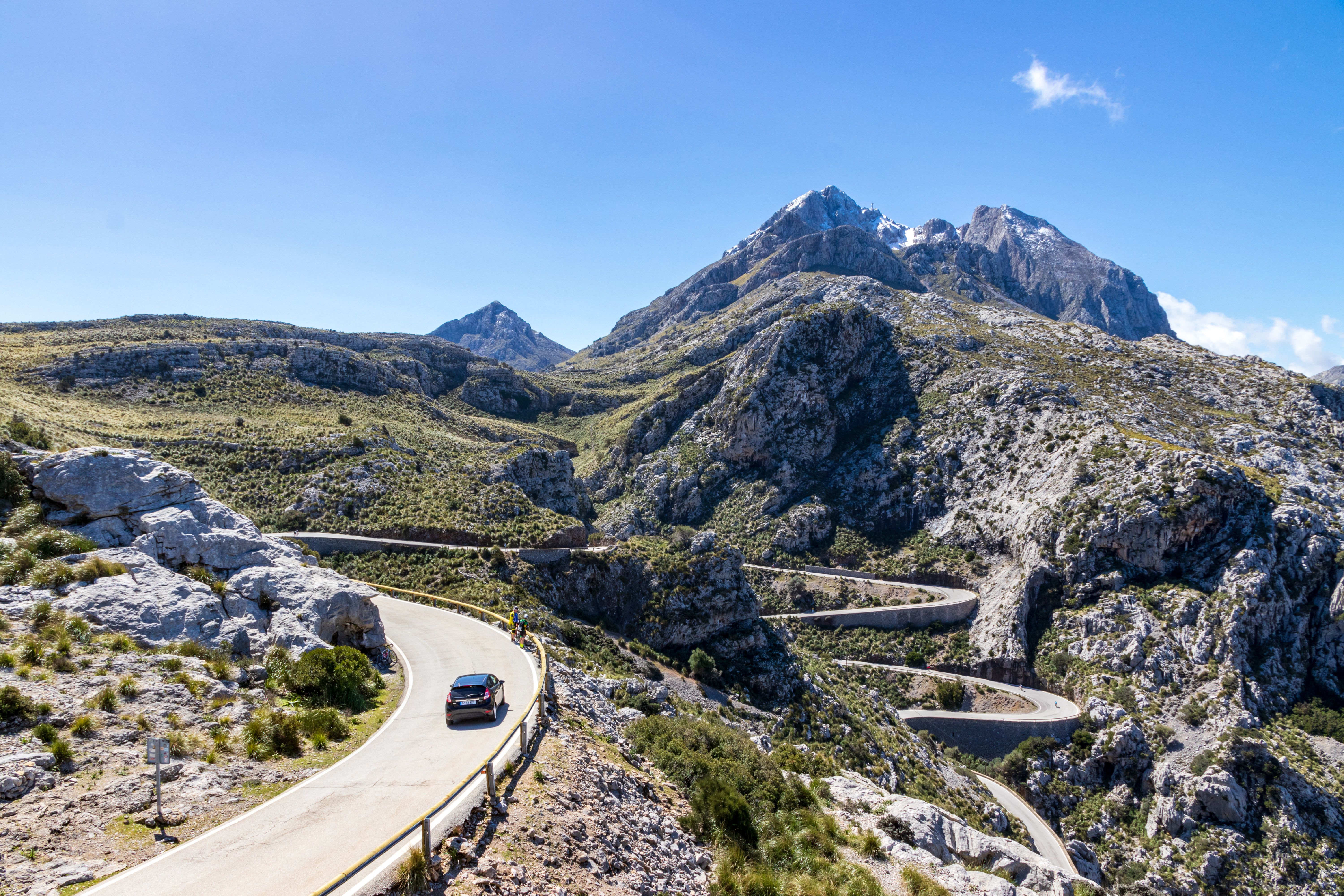
La strada di accesso a Sa Calobra.